# Denys Lasdun
Denys Louis Lasdun (Londres, 8 de septiembre de 1914 – Londres, 11 de enero de 2001) fue un arquitecto inglés de reconocido prestigio, considerado como el padre británico del modernismo de hormigón.

## Biografía
Estudió en la Architectural Association School of Architecture de Londres. Se inició en el mundo laboral en el estudio de Wells Coates y, al igual que otros arquitectos de la época, estaba muy influido por Le Corbusier y Mies van der Rohe, y ello se vería reflejado en su obra, donde uniría los conceptos desarrollados por estos grandes arquitectos con las formas cubistas. Entre 1938 y 1948 trabajó para el estudio Tecton.
Durante la Segunda Guerra Mundial se vio obligado a servir en el ejército de su país. A su regreso, trabajó con Lindsay Drake, desarrollando el proyecto de Hallfield Estate en el que ya dejó entrever su predilección por el empleo del hormigón visto y la angulosidad.
En 1949 se asoció con Jane Drew, Maxwell Fry y Lindsay Drake, trabajando juntos hasta 1959. En esa década de 1950 introdujo el concepto de clúster, que también se convertiría en una característica dominante de su obra.
En 1977 fue galardonado con la medalla de oro del RIBA.  En ese mismo año se le nombró Caballero del Imperio Británico.
El conjunto de su obra ha sido descrito y relacionado, en ocasiones, con un nuevo brutalismo.